# Не жіноча робота (телесеріал)
«Не жіноча робота» (рос. Не женская работа) — російськомовний телесеріал 2019 року знятий в Україні. Режисером-постановником виступив Валерій Ібрагімов, сценаристом — Андрій Румянцев.
Прем'єра телесеріалу в Україні відбулася 15 квітня 2019 року на телеканалі «Інтер». Прем'єра в Росії очікується у 2020 році.

## Сюжет
Життя слідчої столичної прокуратури з особливо важливих справ Світлани Ігоревої, як одна зі складних професій, наповнена страшними картинами на місці злочину, постійного спілкування зі специфічним контингентом. Тому супроводжують перестрілки, бійки, погоні й навіть пожежа. До того ж ця робота відбирає у Світлани часу на родину та особисте життя. У жінки непрості стосунки з сином-підлітком, адже вона рідко буває вдома. Колишній чоловік теж нечасто проводить час з дитиною, обмежуючись аліментами.
Але коли з'ясовується, що важко захворіла мама, головна героїня кидає все і їде до неї в село: для цього їй довелося посваритися з начальником і звільнитися зі служби. Хоча в рідному селі не все так спокійно. Й тут Світлані стали в пригоді власні професійні навички. Вона, як правоохоронець, не може залишитися осторонь від розслідування вбивства, в якому замішаний її шкільний кавалер. Все, що напрацювала в столиці тут не працює — окрім досвіду. Тому, вже колишня столична слідча заново налагоджує стосунки і з місцевими колегами, і з власним сином (що не вдавалось у великому місті), і з односельцями…

## У ролях
- Олена Коломіна — Світлана (головна роль)
- Антон Батирєв (головна роль)
- Костянтин Войтенко — Журов (головна роль)
- Олексій Зубков (головна роль)
- Михайло Шамігулов — Дмитро Круглов, майор (головна роль)
- Андрій Ісаєнко (головна роль)
- Павло Южаков-Харланчук (головна роль)
- Ігор Головін — (головна роль)
- Микита Пархоменко — (головна роль)
- Тимур Боканча — (головна роль)
- Галина Корнєєва — (головна роль)
- Ніна Касторф
- Тетяна Шеліга
- Сергій Деньга — Жданок
- Володимир Гончаров — Наливайко, глава району
- Автанділ Бежіашвілі — Реваз

## Зйомки
Знімати телесеріал розпочали ще в січні цього року в Києві. Також для цього в селі Нежиловичі на Київщині були спеціально побудовані будинки й кабінети у павільйоні. Але зйомки ще тривають. За словами менеджменту картини — до середини травня. Поки демонструється перша частина телесеріалі — 8 серій.
Деякі трюки актори виконували самостійно. Крім того, в кадрі використовують справжню зброю. А для сцени обстрілу будинку, в якому затаївся злочинець, запрошували групу справжніх спецназівців..